# Delight
Delight è un comune degli Stati Uniti d'America, situato in Arkansas, nella contea di Pike.